# Percy Jackson
Percy Jackson (Originaltitel: Percy Jackson & the Olympians) ist eine Fantasy-Buchreihe des US-amerikanischen Autors Rick Riordan. Ihre Handlung spielt vorwiegend an der Ostküste der USA und basiert auf der griechischen Mythologie. Es erschienen bisher sieben Bände, der erste im Original 2005, der letzte 2024. In Deutschland sind die ersten sechs Bände in einer Übersetzung von Gabriele Haefs im Carlsen-Verlag erschienen. Mit Helden des Olymp sowie Die Abenteuer des Apollo hat Rick Riordan Folgeserien geschaffen, in denen neben den bisher bekannten Figuren aus der Percy-Jackson-Reihe neue Personen und ein neuer Handlungsstrang eingeführt wurden. Die Buchreihe wurde in 37 Sprachen übersetzt und weltweit über 180 Millionen Mal verkauft.

## Inhalt
Die Buchreihe basiert auf der Annahme, dass die Sagen der griechischen Mythologie real seien. Dementsprechend existieren die griechischen Götter, aber auch alle anderen unsterblichen Figuren und Ungeheuer der griechischen Mythologie noch heute. Der Sitz der Götter, der Olymp, befindet sich aber nicht mehr in Griechenland, sondern hat sich mit dem Machtzentrum der westlichen Welt verlagert und befindet sich nun über dem Empire State Building Manhattan (New York City), wo die Handlung beginnt.
Wie in den griechischen Sagen haben einige Götter mit Menschen Kinder gezeugt. Diese Halbgötter (auch „Halbblute“ genannt) sind sterblich, besitzen aber außergewöhnliche Kräfte. Zu ihnen gehört der Titelheld Perseus „Percy“ Jackson. Er besucht jeden Sommer Camp Half-Blood, ein Trainingscamp für Halbblute, in welchem sie auf den Kampf gegen ihre Gegner in der Welt außerhalb des Camps, die „Monster“, vorbereitet werden. Zu den Monstern gehören die unzähligen Chimären, Giganten, Titanen, Ungeheuer, Halbgötter und Götter der griechischen Mythologie.

### Band 1 – Diebe im Olymp
Im ersten Band erfährt der zwölfjährige Percy, dass er ein Halbgott (ein Sohn des Poseidon) ist und Zeus ihm vorwirft, für seinen Vater den Herrscherblitz des Zeus gestohlen zu haben. Percy glaubt jedoch, dass Hades der Täter war. Percy, Annabeth (Tochter der Athene) und Grover (ein Satyr) müssen zahlreiche Abenteuer bestehen, um zu Hades zu kommen, wo sich allerdings herausstellt, dass auch Hades bestohlen wurde und eigentlich der Titan Kronos dahintersteckt, der wieder auferstehen will. Am Ende gelingt es den Freunden, den Blitz zurückzuholen und Zeus zu bringen.

### Band 2 – Im Bann des Zyklopen
Im zweiten Band wird Grover bei der für seine Art vorbestimmten Suche nach Pan, dem Gott der Wildnis, von Polyphem, einem Zyklopen, gefangen genommen. Percy, Annabeth und Percys Halbbruder Tyson (ein Zyklop und Sohn des Poseidon) machen sich auf die Suche nach Grover. Dabei müssen sie zahlreiche Ungeheuer besiegen und entdecken durch Hilfe von Lukes Vater (Hermes) das Hauptquartier von Kronos’ Armee auf einem Kreuzfahrtschiff. Der Besatzung gehört auch Halbgott Luke (Sohn des Hermes) an, einst bester Freund Annabeths und ehemaliger Campgenosse Percys. Kronos selbst ruht in Fragmenten in einem goldenen Sarg auf dem Schiff. Jede Rekrutierung eines Halbgottes in seine Armee bewirkt, dass ein Stück von ihm vom Tartarus (der Unterwelt) zu ihm findet und ihn in seiner irdischen Präsenz in jenem Sarg vervollständigt. Die Helden befreien Grover, besiegen den Zyklopen und kehren unversehrt heim.

### Band 3 – Der Fluch des Titanen
Im dritten Band führt Grover die Geschwister und Halbblute Bianca und Nico di Angelo Richtung Halbblutcamp. Unterwegs entbrennt ein Kampf gegen einen Mantikor, zu welchem Percy, Grover, Annabeth und Thalia (Tochter des Zeus) sowie die Jägerinnen der Artemis (eine Gilde von Mädchen, die durch Artemis in die Unsterblichkeit erhoben wurden und nur im Kampf sterben können) zu Hilfe kommen. Annabeth wird vom Mantikor entführt. Parallel gerät die Göttin Artemis in Gefangenschaft. Zur Befreiung rücken die Leutnantin der Jägerinnen Zoë Nachtschatten (Tochter des Titanen Atlas und der Göttin Pleione) sowie Bianca, Percy, Thalia und Grover aus. Unterwegs tötet Talos (ein Roboter aus der Schmiede des Hephaistos) Bianca, die sich opfert, um ihren Begleitern das Leben zu retten. Auf dem Mount Tamalpais, einem Berg in der Nähe von San Francisco, kämpfen die Helden gegen Atlas und befreien Artemis und Annabeth. Beim anschließenden Kampf gegen Luke und die Armee des Kronos stirbt Zoë. Nico erhält verspätet Gewissheit über seinen göttlichen Vater, der sich als Hades offenbart. Thalia schließt sich den Jägerinnen der Artemis an.

### Band 4 – Die Schlacht um das Labyrinth
Im vierten Band entdecken die Bewohner des Camp Halfblood, dass das Labyrinth des mythologischen Erfinders Dädalus noch immer existiert und einen Zugang im Camp hat. Man befürchtet, Kronos’ Armee könne sich auf diesem Weg Zugang zum ansonsten magisch geschützten Trainingscamp verschaffen und die ansässigen Halbgötter zu vernichten versuchen. Percy, Annabeth, Grover und Tyson durchsuchen das Labyrinth nach Dädalus’ Werkstatt, um den Faden der Ariadne zu erobern, mit dem man sich im Labyrinth orientieren kann. Allerdings entdecken Percy und Co. eine viel bessere Möglichkeit, sich im Labyrinth zurechtzufinden: die Augen einer Sterblichen mit besonderen seherischen Fähigkeiten – Rachel Elizabeth Dare, die Percy im vergangenen Winter kennengelernt hatte. Im Labyrinth müssen sie beobachten wie Kronos in Lukes Körper wieder aufersteht. Am Schluss überwinden die Halbgötter des Camp Halfblood in einer großen und verlustreichen Schlacht, in der unter anderem eins der beiden Kinder des Dionysos stirbt, am Ausgang des Labyrinths die aufmarschierte Armee des Kronos.

### Band 5 – Die letzte Göttin
Im fünften Band marschiert der von Kronos erweckte Typhon gegen den Olymp. Die olympischen Hauptgötter ziehen in den Krieg auf einem abgelegenen Schauplatz, sodass der Olymp fast schutzlos zurückbleibt. Nur die „letzte Göttin“ Hestia hält die Götterfestung. Kronos hat sich mithilfe des Körpers von Luke vollends manifestiert und greift New York und den Olymp an. Percy und seine Freunde verteidigen die Stadt in einer großen Schlacht, in welcher ihnen zum Schluss göttliche Hilfe zuteilwird. Poseidon vernichtet Typhon und Percy und Annabeth stehen Kronos gegenüber. Er scheint unbezwingbar, doch Annabeth erlangt einen gewissen Einfluss auf seinen „Gastkörper“ Luke, der einst ihr engster Freund war. Mit einer Waffe, die Luke vor Jahren Annabeth geschenkt hatte, begeht Luke in spätem Einsehen seiner Fehler Selbstmord und vernichtet dadurch Kronos. Bei der Siegesfeier bietet Zeus Percy die Erhebung zu göttlicher Unsterblichkeit an, doch dieser lehnt ab und erwirkt, dass künftig alle Gotteskinder von ihren göttlichen Eltern anerkannt zu werden haben, sobald sie 13 Jahre alt sind. Dies soll auch für die Kinder der bislang vom Olymp ignorierten Götter Hades, Janus, Morpheus und andere geringere, zweitrangige/nichtolympische Götter gelten. Rachel Elizabeth Dare wird im Halbblutcamp vom Gott Apollo zum personifizierten Orakel von Delphi erhoben. Ihre erste Prophezeiung handelt von einer erneuten Rettung des Olympes durch mehrere Halbgötter, wodurch eine Fortsetzung der fünfbändigen Saga angekündigt wird. Am Ende kommen Percy und Annabeth zusammen.

## Übersicht der Bände
| Bandnummer | Titel                                          | Originaltitel                                               | Erscheinungsjahr |
| ---------- | ---------------------------------------------- | ----------------------------------------------------------- | ---------------- |
| 1          | Percy Jackson – Diebe im Olymp                 | The Lightning Thief (Percy Jackson & the Olympians)         | 2005             |
| 2          | Percy Jackson – Im Bann des Zyklopen           | The Sea of Monsters (Percy Jackson & the Olympians)         | 2006             |
| 3          | Percy Jackson – Der Fluch des Titanen          | The Titan’s Curse (Percy Jackson & the Olympians)           | 2007             |
| 4          | Percy Jackson – Die Schlacht um das Labyrinth  | The Battle of the Labyrinth (Percy Jackson & the Olympians) | 2008             |
| 5          | Percy Jackson – Die letzte Göttin              | The Last Olympian (Percy Jackson & the Olympians)           | 2009             |
| 6          | Percy Jackson – Der Kelch der Götter           | The Chalice of the Gods (Percy Jackson & the Olympians)     | 2023             |
| 7          | Percy Jackson – Der Zorn der dreifachen Göttin | Wrath of the Triple Goddess (Percy Jackson & the Olympians) | 2024             |

## Figuren

### Halbgötter

#### Perseus (Percy) Jackson
Perseus „Percy“ Jackson lebt bei seiner Mutter Sally Jackson und seinem Stiefvater Gabe Ugliano in New York. Er ist im ersten Buch zwölf Jahre alt. Sein wahrer Vater ist der olympische Gott Poseidon. Da Percy Legasthenie und eine Aufmerksamkeitsdefizit-/Hyperaktivitätsstörung hat, welche im Buch als „typische Halbgottkrankheit“ ausgewiesen wird, erbringt er schlechte schulische Leistungen. Deswegen und aufgrund einiger seltsamer Unfälle muss Percy jedes Jahr die Schule wechseln. Nachdem sich eine Lehrerin vor seinen Augen in eine Furie verwandelt und ihn zu töten versucht, erfährt Percy, dass er in Wirklichkeit ein Halbgott wie in der griechischen Mythologie ist. Die olympischen Götter gibt es noch immer, allerdings sind sie im Laufe der Jahrhunderte mit der abendländischen Zivilisation nach Westen gewandert und leben nun im unsichtbaren 600. Stock des Empire State Buildings. Percy besucht von nun an das Camp Half-Blood, eine Art Ausbildungslager für Halbgötter. Hier trainiert er für den Kampf gegen Ungeheuer und Feinde der Götter und erfährt, dass er ein Sohn Poseidons ist und seine Legasthenie daher rührt, dass sein Gehirn auf Altgriechisch eingestellt ist. Im vierten Teil entdeckt er, dass er mehr als nur Freundschaft für Annabeth Chase empfindet. Die Waffe von Percy Jackson ist ein Schwert aus himmlischer Bronze namens Springflut, das sich in einen Kugelschreiber verwandeln kann (Anaklysmos, in altgriechisch Ανακλυσμός)

#### Annabeth Chase
Annabeth ist die Tochter der Athene und des Wissenschaftlers Frederick Chase. Als sie sieben Jahre alt ist, flieht sie von ihrem Vater (der eine neue Frau mit Kindern hat), weil sie sich unbeachtet fühlt. Sie überlebt mehrere Wochen in der Kanalisation, mit nur einem Hammer bewaffnet. Schließlich finden dann Thalia Grace und Luke Castellan sie. Luke gibt Annabeth ihren Dolch. Die drei werden einige Wochen später von Grover Underwood gefunden, der versucht, sie ins Camp Half-Blood zu bringen. Jedoch begegnet den Vieren unterwegs ein Zyklop, der sie in ein Labyrinth führt. Annabeth besiegt ihn, aber sie verlieren viel Zeit. An der Grenze zu Camp Half-Blood kommt es schließlich zu einem zweiten Kampf mit Zyklopen und Höllenhunden. Thalia opfert sich, um Luke, Annabeth und Grover zu retten. Im letzten Moment erbarmt sich ihr Vater Zeus und verwandelt sie in eine Fichte. Während der langen Tour zu Camp Half-Blood verliebt sich Annabeth in Luke Castellan. Percy und Annabeth sehen sich zum ersten Mal im Camp. Obwohl Annabeth Percy zunächst nicht mag, begleitet sie ihn und Grover auf der Suche nach dem Herrscherblitz. Im zweiten Band hilft sie Percy und Grover das Goldene Vlies zu finden. Im dritten Band wird sie von Kronos' Armee gefangen, doch Percy, Grover, Bianca, Thalia und Zoë retten sie. Sie verbindet eine tiefe Freundschaft und auch Liebe (von Annabeths Seite) mit Luke, bis er sich Kronos anschließt, und später mit Percy. Im vierten Band erhält sie eine Weissagung, wonach ihrer Liebe Schlimmeres als der Tod widerfahren werde. Als Luke schließlich seinen Körper mit Kronos teilen muss, wird Percy klar, wer damit gemeint ist. Annabeth küsst Percy, als er in Gefahr gerät. Am Ende des fünften Buches stirbt Luke und Annabeth und Percy werden ein Paar. Annabeths Waffen sind ein bronzenes Messer und eine Baseballkappe, die den Träger unsichtbar macht. Die Kappe, die wie eine der New York Yankees aussieht, ist ein Geburtstagsgeschenk ihrer Mutter Athene. Annabeth wird als sportlich mit welligen blonden Haaren, gebräunter Haut und grauen Augen beschrieben. Sie wird die Architektin des Olymp, nachdem Kronos diesen fast vollständig verwüstete.

#### Luke Castellan
Luke ist ein Sohn des Hermes, wechselt jedoch aus Wut über seinen Vater, von dem er sich im Stich gelassen fühlt, die Seite und schließt sich der Armee des Titanen Kronos an, in der er eine wichtige Funktion übernimmt. Er versucht vergeblich, Thalia, Annabeth und Percy auf seine Seite zu ziehen. Im fünften Teil entscheidet er sich schließlich für das Gute und tötet sich und damit auch Kronos, dem er als Wirtskörper gedient hatte.

#### Thalia Grace
Thalia ist eine Tochter des Zeus. Sie zog mit Annabeth und Luke umher, bis Grover sie fand und zum Camp-Half-Blood bringen wollte. Kurz vor dem Camp wurden sie jedoch von Zyklopen angegriffen, und Thalia opferte sich für ihre Freunde und wurde von ihrem Vater Zeus in eine Fichte verwandelt, die von da an die Grenzen des Camps beschützte. Am Ende des zweiten Buches wird Thalia durch einen hinterlistigen Plan des Titanen Kronos mithilfe des Goldenen Vlieses wieder zum Leben erweckt, um die Weissagung des Orakels zu beeinflussen. Im dritten Band schließt sie sich Artemis an und wird so zu einer unsterblichen Jägerin. In Helden des Olymps erfährt man, dass sie einen Bruder hat, der mit zwei Jahren angeblich verschwand. Er ist einer der sieben Halbgötter aus der Prophezeiung der Sieben, die in der Folgereihe von maßgeblicher Bedeutung ist.

#### Clarisse La Rue
Clarisse ist eine Tochter des Ares. Percy und sie hassen einander seit ihrer ersten Begegnung, als Clarisse versucht, Percy mit dem Kopf in die Toilette zu tauchen. Percy wehrt sich und durch seinen Einfluss auf das Wasser bringt er die Toiletten dazu, zu explodieren und ihren Inhalt auf Clarisse und ihre Freunde zu spritzen, wobei Percy trocken bleibt. Am Anfang des zweiten Teils kämpfen sie kurz auf derselben Seite, doch der Hass wird bis zum Ende des dritten Teils nicht überwunden, obwohl sie einander in manchen Situationen helfen. Andererseits wird in der Kurzgeschichte Percy Jackson and the stolen Chariot aus The Demigod Files deutlich, dass sich zwischen den beiden dennoch eine Freundschaft entwickelt, was Percy auch ihr (und nur ihr) gegenüber zugibt.

#### Bianca di Angelo
Bianca und ihr kleiner Bruder Nico werden im dritten Buch von Grover als Halbblute erkannt. Bianca schließt sich – zum Verdruss Nicos – Artemis' Jägerinnen an und begleitet Zoë auf ihren Unternehmungen im Auftrag der Göttin. Es stellt sich heraus, dass Nico und Bianca über siebzig Jahre im Lotus Hotel & Casino in Las Vegas verbracht haben, wo man die Zeit vergisst und kaum altert. Bei einem Kampf gegen den Metallriesen Talos opfert sie ihr Leben für ihre Freunde und ist daraufhin unauffindbar. Bianca war eine Tochter des Hades. Ihr Tod macht ihrem Bruder Nico sehr zu schaffen, weshalb dieser zeitweise aus Camp Half-Blood flieht.

#### Nico di Angelo
Biancas zehnjähriger Bruder ist von allem fasziniert, was mit Griechischer Mythologie zusammenhängt. Er spielt auch Mythomagic, ein Sammelkarten- und -figurenspiel, das sich um Götter und Ungeheuer rankt. Er bittet Percy, auf seine Schwester aufzupassen. Als er erfährt, dass sie tot ist, erklärt er sich zu Percys Feind. Als er den Boden aufreißt, um angreifende Ungeheuer zu verschlingen, erkennt Percy, dass er und Bianca Kinder des Hades sind. Nico verlässt danach das Camp. In Band 4 verzeiht er Percy und kämpft an seiner Seite für die Rettung des Camps. Doch er verlässt das Camp wieder, weil er ein Sohn des Hades ist. Da Hades nicht zum Olymp gehört, kann er sich im Camp nicht anpassen. Im 5. Band erfährt er was mit seiner Mutter passiert ist und wie er in das Lotushotel gekommen ist. In der Folgeserie Helden des Olymp stellt sich heraus, dass Nico eine längere Zeit  in Percy Jackson verliebt war.

#### Charles Beckendorf
Charles Beckendorf ist ein Sohn des Hephaistos und bekannt für sein handwerkliches Geschick. Er ist der Hüttenälteste der Hephaistos-Hütte. In den ersten vier Büchern hat er eine Nebenrolle, doch im fünften Band spielt er eine größere Rolle. Er ist in Silena Beauregard (Tochter der Aphrodite) verliebt, die er in der Kurzgeschichte The Bronze Dragon in The Demigod Files erstmals zu einem Date einlädt. Daraufhin sind die beiden zusammen. Die meisten Halbblute im Camp Half-Blood sprechen ihn mit seinem Nachnamen Beckendorf an. Am Anfang des fünften Bandes The Last Olympian („Die letzte Göttin“) opfert er sich, um die Prinzessin Andromeda, Kronos’ Schiff und Hauptquartier, zu zerstören, was diesen jedoch nicht zu beeindrucken scheint. Dennoch ist sein Beitrag nicht nutzlos und trägt zum finalen Sieg gegen Kronos' Armee bei, da er Camp Half Blood so Zeit erkauft.

#### Silena Beauregard
Silena ist eine Tochter der Aphrodite. In den ersten Bänden spielt sie eine Nebenrolle und bringt Percy das Reiten auf einem Pegasus bei. Im letzten Band rettet sie die anderen Halbgötter, indem sie sich als die schmollende Clarisse ausgibt und gegen den Drakon kämpft; die anderen aus der Areshütte folgen ihr. Bei ihrem Tod stellt sich heraus, dass sie die gesuchte Spionin des Kronos war. Luke konnte sie erpressen, da sie ihn früher geliebt hat und er ihr versprach, es werden weniger Halbgötter sterben und ihr Freund Charles „Charlie“ Beckendorf werde verschont werden. Sie starb als Heldin.

#### Ethan Nakamura
Ethan ist ein Sohn der Nemesis und begegnet Percy das erste Mal im vierten Band in der Arena des Antaios. Weil Nemesis nur eine zweitrangige Göttin ist, keinen Thron im Olymp hat und es auch keine Nemesishütte im Camp gibt, hat er sich der Armee des Kronos angeschlossen. Er ist wütend auf die olympischen Götter, weil diese den zweitrangigen Göttern und deren Kindern zu wenig Achtung entgegenbringen. Er hat ein Auge an seine Mutter geopfert, die ihm im Gegenzug zusicherte, dass er dazu beitragen könne, dass die Kinder der zweitrangigen Götter mehr Achtung bekämen. Er stirbt im finalen Kampf, als er sich gegen Kronos wendet, jedoch hat Percy durch ihn verstanden, dass die zweitrangigen Götter mehr beachtet werden müssen, um einen weiteren Krieg zu vermeiden, und macht dies zum Teil seines Wunsches gegenüber den olympischen Göttern.

### Götter und Titanen

#### Zeus
Zeus ist Gott des Himmels und Herrscher des Olymp. Seine mächtigste Waffe ist der Herrscherblitz, der ihm im ersten Buch von Luke gestohlen wird, um den Olymp zu zerstören. Er ist ein Sohn des Kronos und der Rhea. Er und seine Brüder Poseidon und Hades haben ihren Vater zerstückelt und zu ewigen Qualen in den Tartarus gestürzt. Er wird außerdem als Göttervater bezeichnet.

#### Poseidon
Poseidon ist Percy Jacksons Vater und Vater der Zyklopen, der Gott des Meeres (der Gewässer) und der Pferde, außerdem wird er auch „Der Erderschütterer“ und Sturmbringer genannt, da er auch für Erdbeben zuständig ist. Er ist einer der großen Drei und hat nach dem Zweiten Weltkrieg – genau wie Hades und Zeus – geschworen, keine Kinder mehr zu zeugen, da das nächste Kind der großen Drei, das 16 Jahre alt wird, entweder den Olymp zerfallen lassen oder ihn stärken könnte. Dieses Risiko wollten die Götter nicht eingehen.

#### Hades
Hades ist der Gott der Unterwelt. Er ist der Mann seiner Nichte Persephone und der Vater von Bianca und Nico di Angelo. Percy begegnet ihm im ersten Band bei seinem Auftrag, den Herrscherblitz des Zeus wiederzufinden. Im fünften Band The Last Olympian lockt Hades Percy in eine Falle, als dieser von Nico in den Palast des Hades geführt wird. Hades plant, Percy bis zu Nicos sechzehntem Geburtstag im Kerker einzusperren, so dass Nico die Prophezeiung erfüllen kann. Am Ende kämpft er zusammen mit Persephone und Demeter auf der Seite des Olymps und im Camp Half Blood wird seine eigene Hütte eröffnet.

#### Dionysos
Dionysos, auch Mr. D genannt, ist der griechische Gott des Weines und der Reben. Weil er sich an einer für tabu erklärten Nymphe vergriffen hatte, bestrafte sein Vater Zeus ihn mit Alkoholverbot und machte ihn zum Leiter von Camp Half-Blood. Diese Aufgabe frustriert den Gott; er zeigt nur wenig Interesse für seine Schüler. Viele denken, er hasst diese, da er sie tyrannisiert.

#### Hera
Hera ist die Göttin der Familie und der Ehe. Sie warf ihren Sohn Hephaistos vom Olymp, weil sie eine perfekte Familie haben wollte. Als sie im 4. Teil auf Percy trifft, wirkt sie zunächst ruhig. Als Percy sich jedoch gegen sie stellt, wird sie sehr wütend.

#### Hermes
Hermes, der Gott der Diebe und Götterbote, ist Lukes Vater und hilft Percy im zweiten Teil auf seiner Mission: Er gibt ihm diverse Ausrüstungsgegenstände auf seine Suche nach Grover mit. Er tut dies, damit Percy Luke überzeugt, ins Camp und auf die Seite der Götter zurückzukehren, doch der Versuch scheitert zunächst.

#### Hephaistos
Hephaistos ist der Gott der Schmiede, des Feuers und der Handwerker. Er ist der Gatte von Aphrodite. Im dritten Band Der Fluch des Titanen erscheint er mehrfach, spielt jedoch keine wichtige Rolle. Im vierten Band The Battle of the Labyrinth spielt er eine größere Rolle, hilft Percy auch mehrmals. Er ist der Vater von Charles Beckendorf. Als Hephaistos geboren wurde, warf seine Mutter Hera ihn vom Olymp, weil sie ihn für zu hässlich hielt und sie eine „perfekte“ Familie haben wollte. Hera streitet dies jedoch ab.

#### Ares
Der Kriegsgott Ares wird im ersten Band von Luke, der im Auftrag von Kronos handelt, manipuliert, um die Götter Zeus, Hades und Poseidon gegeneinander aufzubringen. Er offenbart Percy, Annabeth und Grover seinen Plan am Strand von Los Angeles, behauptet jedoch, unabhängig zu agieren. Percy hält dem Gott in einem Zweikampf um Hades' Helm der Finsternis stand, den er dem Herrscher der Unterwelt zurückschickt. Daraufhin erklärt sich Ares zu Percys Feind und verflucht Percys Schwert. In Band 3 wirkt der Fluch im Kampf gegen Atlas, den General Kronos'. Ares hat seit Jahrtausenden ein Verhältnis mit Aphrodite.

#### Athene
Athene, die Göttin der Weisheit, der Kriegskunst und Schutzgöttin/Stadtgöttin Athens, ist Annabeths Mutter, die Percy am Ende des dritten Bandes mitteilt, dass sie gegen die Freundschaft von Annabeth und Percy ist. Als die Götter am Ende des dritten Teiles entscheiden sollen, Percy zu töten oder ihn am Leben zu lassen, sind sie, Ares und Dionysos dafür, Percy zu töten.

#### Apollo
Apollo ist der Bruder der Artemis, Gott der Kultur, der Prophezeiung und des Lichts und fährt einen Wagen, der die Sonne ist. Je schneller man fährt, desto heißer scheint die Sonne. Im 3. Band soll er Percy, Thalia, Grover und Artemis' Jägerinnen ins Camp Half-Blood bringen und lässt Thalia seinen Wagen fahren. Er nennt manche Jägerinnen trotz Artemis' Verbot mehrmals „Süße“. Später gibt er den Freunden um Percy, getarnt als Obdachloser namens Fred, einen wertvollen Rat.

#### Artemis
Artemis ist die Schwester des Apollo und Göttin der Jagd, der Sterne und des Mondes. Sie hat der Männerwelt entsagt und umgibt sich stattdessen mit einem Gefolge von Jägerinnen. Diese müssen einen Schwur ablegen, nach dem sie ebenfalls der Männerwelt entsagen und Artemis für immer dienen müssen, dafür werden sie unsterblich. Im dritten Buch wird Artemis von Atlas entführt, von Percy, Grover und Thalia jedoch wieder befreit. Thalia schließt sich anschließend den Jägerinnen an.

#### Aphrodite
Percy begegnet Aphrodite das erste Mal im 3. Teil in Ares' Auto. Er findet sie umwerfend und ist zunächst etwas sprachlos, kneift sich aber in den Arm und kann schließlich ein vernünftiges Gespräch mit ihr führen, während er den Spiegel für sie hält und sie sich schminkt. Die Göttin will ihn überreden, sich von den Jägerinnen der Artemis abzuwenden und nach der verschwundenen Annabeth zu suchen statt nach Artemis. Sie ist die Gattin von Hephaistos, hat aber ein Verhältnis mit Ares.

#### Pan
Pan ist der Wald- und Weidegott. Er wird besonders von den Satyrn verehrt, doch er ist schon seit über zweitausend Jahren spurlos verschwunden. Fast jedermann hält ihn für tot, doch die Satyrn glauben, dass er noch lebt, und suchen nach ihm. Besonders Grover sieht diese Suche als seine Lebensaufgabe an. Am Ende des vierten Bandes finden Percy und seine Freunde ihn, als er im Sterben liegt. Pan stirbt friedlich und hinterlässt Grover den Auftrag, sich an seiner Stelle um den Schutz der Natur zu kümmern.

#### Hekate
Hekate ist die Göttin der Magie und des Nebels, welcher die Götter und Titanen vor den Augen der Sterblichen verbirgt. Hekate leuchtet mit ihren Fackeln der Demeter den Weg, als diese ihre Tochter Persephone sucht, die von Hades entführt worden ist. Außerdem vernichtet Hekate den in Schatten gehüllten Riesen Klythios, indem sie dessen Haare anzündet. Im vierten Teil von „Helden des Olymp“ führt sie Hazel Levesque an eine Kreuzung, gibt ihr Ratschläge und erteilt ihr den Auftrag, zu lernen, wie man den Nebel beherrscht. Sie ist ebenfalls die Göttin der Kreuzwege.

#### Hestia
Hestia ist die Göttin des Herdes, der Feuer- und der Opferstätte. Sie spielt im fünften Band eine wichtige Rolle, da sie Percy in schwierigen Situationen Mut macht und ihm Details aus Lukes Vergangenheit zeigt. Der Titel des fünften Bandes, Die letzte Göttin, bezieht sich auf sie, da sie nicht am Kampf gegen Typhon teilnimmt und als einzige Göttin auf dem Olymp zurückbleibt. Sie gilt in den Romanen als zweitrangige Göttin, während sie in der griechischen Mythologie eine der zwölf olympischen Götter ist.
Sie hat ihren Sitz im Olympischen Rat aufgegeben, um Streit zu verhindern und ist deshalb in den Hintergrund gerückt.

#### Kronos
Kronos ist der Vater von Zeus, Poseidon, Hades (und ihren Schwestern Hestia, Demeter und Hera) und Chiron und König der Titanen, wurde jedoch mit seiner eigenen Sense von seinem Sohn Zeus in Stücke zerhackt und in den Tartarus geworfen. Dafür will er sich jetzt rächen und versucht, mithilfe von Sterblichen, Monstern und Halbgöttern wieder an die Macht zu kommen. Im ersten Band benutzt er Luke, um die Götter gegeneinander aufzubringen. Annabeth, Grover und Percy können dies jedoch verhindern. Im zweiten Buch vergiftet er mithilfe von Luke die Fichte (Thalia), welche die Grenzen des Camps stärkt und diese für Feinde undurchdringlich macht. Im dritten Teil lockt er Artemis in eine Falle, um seinen Komplizen Atlas, der seit Jahrtausenden den Himmel getragen hat, zu befreien. Im vierten Teil verschmilzt seine Seele mit Lukes Körper, was ihn wieder mächtig werden lässt. Durch einen Plan Nicos kann er jedoch davon abgehalten werden, auf der Stelle das Camp anzugreifen.

### Menschen (Im Buch alsSterblichebezeichnet)

#### Sally Jackson
Sally Jackson ist Percys Mutter. Sie weiß von den Göttern und Halbgöttern, da sie eine Affäre mit Poseidon hatte und außerdem die für Menschen seltene Gabe hat, Ungeheuer und magische Vorgänge durch einen Nebel klar zu sehen. Im ersten Band ist sie mit Gabe Ugliano verheiratet, der zwar sie und Percy terrorisiert, dessen Ausdünstungen aber Percy vor Angriffen von Monstern beschützen. Gabe Ugliano wird am Ende des ersten Buches vom Kopf der Medusa in Stein verwandelt. Sally lernt später den Englischlehrer Paul Blofis kennen, den sie im vierten Buch heiratet und mit dem sich Percy deutlich besser versteht. Im ersten Band wird Sally Jackson von einem Minotaurus in die Unterwelt entführt, jedoch von Percy, Annabeth und Grover gerettet. Im letzten Band beteiligt sie sich an den Kämpfen gegen die Armee des Kronos.

#### Rachel Elizabeth Dare
Rachel Elizabeth Dare taucht erst im dritten Band auf. Sie wird nur kurz erwähnt, spielt dann aber im vierten und fünften Band eine größere Rolle. In den Folge-Reihen, insbesondere in Die Abenteuer des Apollo, spielt sie ebenfalls eine Rolle.
Sie kann durch den sogenannten Nebel schauen, so wie Sally Jackson, und kann deshalb auch sehen, als Percy und sie sich im dritten Band begegnen, wie eine Gruppe von Skeletten hinter ihm her ist. Nachdem sie im vierten Band Percy und Annabeth durch das Labyrinth hilft und im fünften Band im Kampf gegen Kronos’ Heer hilft, wird sie am Ende des fünften Bandes zum neuen Orakel von Delphi. Am Anfang des fünften Bandes merkt man, dass sie viel Zeit mit Percy verbracht hat und sich in ihn verliebte, was Annabeth nicht zu gefallen scheint. Am Anfang des fünften Bandes sitzen sie zusammen in einem Auto und Rachel küsst ihn, als Beckendorf auf einem Pegasus auf dem Auto landet. Was Rachel nicht weiß: Beckendorf musste Percy versprechen, dass er Annabeth nichts davon verrät, denn Percy ist sich über seine Gefühle noch im Unklaren, aber später wird ihm dann klar, dass er Annabeth liebt und Rachel nur als gute Freundin mag.

#### Gabe Ugliano
Percys Stiefvater Gabe Ugliano wird von Percy auch Gabe der Stinker genannt. Sally Jackson ist nur mit ihm zusammen, weil er mit seinem Geruch den von Percys Blut verdeckt. Später wird er durch den Anblick des Medusenkopfs versteinert.

#### Paul Blofis
Paul Blofis ist nach Gabe Ugliano der neue Freund und später Mann von Percys Mutter Sally. Percy mag ihn, da er sehr freundlich und seine Mutter durch ihn glücklich ist. Im letzten Band hilft er sogar im Kampf gegen Kronos’ Heer, da er nun wirklich glaubt, dass Percy ein Halbgott ist.

#### May Castellan
May ist die Mutter von Luke und kann wie Rachel und Sally durch den Nebel sehen. Sie wollte Orakel werden, wusste aber nicht, dass auf lebende Orakel ein Fluch wirkt, wodurch sie teilweise erblindete. Luke ging mit sieben Jahren von ihr fort, um seine Mutter zu schützen. Sein Vater Hermes sagte zu Annabeth, sie solle ihn davon abhalten, zu Kronos zu werden.

#### Frederick Chase
Frederick Chase ist Annabeths Vater. Als Annabeth im dritten Band entführt wird, hilft er bei ihrer Rettung, indem er mit einer Sopwith Camel aus dem Ersten Weltkrieg zum Berg Tamalpais fliegt und die Monster mit Kugeln aus himmlischer Bronze abschießt.

### Andere Figuren

#### Grover Underwood
Grover Underwood ist ein Satyr, also von der Taille aufwärts ein Mensch, von der Taille abwärts eine Ziege, der sich als Schüler in Percys Schule tarnt. Sie freunden sich an, noch bevor Percy erfährt, dass er ein Halbgott ist. Grover soll Percy ins Camp bringen; später hilft er ihm dabei, Zeus' Herrscherblitz zu finden. Grover und Percy verbindet ein Empathielink, der sie auch aus der Entfernung spüren lässt, wie es dem anderen geht. Grover sollte vor Percy bereits die Halbgöttin Thalia, Tochter des Zeus, beschützen und zusammen mit Annabeth und Luke zum Half-Blood-Hill bringen. Dabei wurden sie jedoch von Monstern angegriffen. Grover hat sich nach dem Vorfall einige Jahre nicht mehr um seine Aufgabe als Beschützer gekümmert. Sein größter Traum ist es, den Naturgott Pan zu finden, der vor 2000 Jahren verschwunden ist. Sein Vater und sein Onkel Ferdinand (der von Medusa zu Stein verwandelt wurde) haben bereits versucht, ihn zu finden, sind aber nicht zurückgekehrt, so wie bisher jeder Satyr, der auszog, um Pan zu finden. Am Ende des vierten Bandes finden Grover und seine Freunde ihn, als er schon im Sterben liegt. Pan hinterlässt Grover den Auftrag, sich an seiner Stelle um den Schutz der Natur zu kümmern.

#### Tyson
Tyson ist im zweiten Band ein Freund Percys an der Sterblichen-Schule. Er ist eine obdachlose Waise, außergewöhnlich groß und kräftig, aber auch sehr schüchtern und häufig Mobbing-Opfer. Später hilft er Percy im Kampf gegen die Laistrygonen und entpuppt sich als getarnter Zyklop. Percy nimmt ihn ins Camp Half-Blood mit, wo sich herausstellt, dass auch Tyson ein Sohn Poseidons ist. Er unterstützt seinen Bruder während des folgenden Abenteuers und verlässt das Camp später, um mit anderen Zyklopen in den Götterschmieden von Poseidons unterseeischem Reich zu arbeiten. Als Geschenk für Percy gibt Tyson ihm einen als Uhr getarnten Schild. Außerdem unterstützt er Percy und seine Freunde im vierten Band, während des Einsatzes im Labyrinth. Im fünften Band hilft er das Monster Typhon zur Strecke zu bringen und wird dafür von Zeus zum General der olympischen Zyklopenarmee ernannt.

#### Chiron
Chiron ist ein Zentaur und der Ausbilder im Camp Half-Blood, in dem Demigottheiten erlernen, in der Welt, die voller Monster steckt, alleine zurechtzukommen. Einst hat er die Götter kurz vor seinem Tod um Unsterblichkeit gebeten, um weiter Halbgötter ausbilden zu können. Er teilt Percy die Aufgabe zu, den Herrscherblitz des Zeus zurückzuholen. Er unterrichtete Percy bereits an der Yancy Academy, wo er sich als gehbehinderter Lateinlehrer namens Mr. Brunner tarnte. Chiron ist unsterblich, solange man ihn auf dieser Welt braucht; außerdem ist er ein Sohn des Kronos.

#### Zoë Nachtschatten (englisch: Zoë Nightshade)
Zoë ist eine unsterbliche Jägerin der Göttin Artemis und deren rechte Hand. Sie hasst Thalia, weil diese einst den Beitritt zu den Jägerinnen ablehnte. Zoë führt im dritten Band die Suche nach Artemis an, wobei sie die Camp-Mitglieder im Allgemeinen und Percy im Besonderen zunächst nicht akzeptieren will, jedoch während des Abenteuers langsam Freundschaft mit ihnen schließt – am Ende sogar mit Thalia. Sie ist eine Tochter des Atlas und somit eine Schwester der Hesperiden, die jedoch verstoßen wurde. Am Ende kämpft sie auf dem Berg Othrys, der Heimatstadt der Titanen, gegen ihren Vater und kommt dabei ums Leben, wodurch sich die Prophezeiung erfüllt, dass ein Teilnehmer der Suche durch Elternhand sterben werde. Artemis verewigt Zoë als Sternbild am Himmel, ihre Nachfolgerin wird Thalia.

#### Blackjack
Blackjack ist ein schwarzer Pegasus, der im zweiten Teil auftaucht und sehr gut mit Percy befreundet ist. Da sein Vater Poseidon die Pferde erschaffen hat, kann Percy die Gedanken der Pferde hören und sich mit ihnen unterhalten. Vorher gehörte Blackjack Luke bzw. Kronos’ Armee, wurde dann aber von Percy und seinen Freunden befreit und lebt nun im Camp Half-Blood. Er unterstützt Percy mehrmals bei seinen Abenteuern als Transportmittel.

## Themen und Motive
Percy Jackson folgt dem klassischen Schema der griechischen Mythologie mit ihren von Schwierigkeiten geplagten Heldenreisen, bei denen eine kleine Gruppe von den Camps der Halbgötter mit einem bestimmten Auftrag losgeschickt werden. Analog zu den Helden der griechischen Mythologie werden die Protagonisten während ihrer Abenteuer immer wieder mit zufällig auftauchenden berühmten fiktiven Monstern wie der Hydra oder Skylla und Charybdis konfrontiert und besuchen verschiedene Orte wie die Unterwelt oder den Olymp. Da diese Orte dem jeweils erfolgreichsten Land folgen, befinden sie sich zurzeit meist alle in oder in der Nähe der USA und sind in der ein oder anderen Form an die Neuzeit angepasst. So befindet sich der Olymp nun über dem Empire State Building, zugänglich über einen Fahrstuhl und die Amazonen haben den Konzern Amazon gegründet, mit dem sie nun unter anderem Pegasi verkaufen.
Der Autor bedient sich nicht nur der Götter, Helden und Ungeheuer, sondern auch vieler Motive aus der griechischen Mythologie. Der erste Band erzählt eine typische Heldenreise, die Elemente der Reisen der griechischen Helden Perseus, Theseus, Bellerophon und Herakles kombiniert. Im zweiten Band unternimmt der Protagonist eine Schiffsreise, die an die Odyssee und die Argonautensage angelehnt ist. Ein Motiv aus der Odyssee spielt bereits im ersten Band und auch im weiteren Verlauf der Geschichte eine wesentliche Rolle: Das Lotos Hotel & Casino ist eine modernisierte Version der Insel der Lotophagen, auf der man durch das Essen der Lotospflanze die Zeit und das Ziel seiner Reise vergisst. Die Grundlage für das vierte Buch bildet die Sage von Daidalos und dem kretischen König Minos. Das fünfte und letzte Buch enthält starke Anleihen an den Mythos vom Kampf um Troja. Der Handlungsstrang um Clarisse, die aus persönlichem Ärger über ihre Verbündeten nicht am Krieg teilnimmt, sich aber durch den Tod einer Freundin, die in Clarisses Rüstung im Kampf gefallen ist, doch zum Eingreifen motivieren lässt, lehnt sich an die Geschichte um Achill und Patroklos aus Homers Ilias an.
Ein wichtiges Thema der Serie ist der Naturschutz. Percys bester Freund Grover bekommt den Auftrag, nach dem Tod des Gottes Pan dafür zu sorgen, dass jeder einzelne selbst Verantwortung für den Erhalt der Natur übernimmt.

## Folgeserie „Helden des Olymp“
Mit dem 2010 erschienenen ersten Band „Der verschwundene Halbgott“ hat Riordan mit „Helden des Olymp“ eine Nachfolgeserie zur Percy-Jackson-Buchreihe begonnen. Basierend auf der im letzten Band „Die letzte Göttin“ ausgesprochenen Prophezeiung macht sich eine neue Gruppe von Halbgöttern auf, um eine neue Gefahr für den Olymp, die Erdgöttin Gaia, zu bekämpfen.
Im ersten Band der Reihe werden drei neue Hauptcharaktere eingeführt: Jason, Piper und Leo. Aber es spielen in dem ersten Band auch aus der Percy-Jackson-Reihe bekannte Charaktere wie Annabeth oder Chiron eine Rolle. Im ersten Band geht es darum, dass die Halbgötter Jason, Piper und Leo die gefangene Göttin Hera befreien müssen, um zu verhindern, dass sich Riesenkönig Porphyrion erhebt. Zwar können sie Hera befreien, der Riesenkönig erhebt sich allerdings trotzdem.
Im zweiten Band „Der Sohn des Neptun“ ist Percy Jackson eine der Hauptfiguren. Im Austausch für den römischen Halbgott Jason, der im ersten Band im griechischen Camp Half Blood eine wichtige Rolle spielt, wird Percy von Juno/Hera in das an der Westküste gelegene Camp Jupiter, die Heimat der römischen Halbgötter, gebracht. Genau wie Jason ohne Erinnerung an seine Vergangenheit, soll er hier das Vertrauen der römischen Halbgötter erringen, um die verfeindeten griechischen und römischen Halbgötter im Kampf gegen Gaia und ihre zweitgeborenen Söhne, die Giganten, zu vereinen. Dabei werden zwei neue Hauptfiguren, die römischen Halbgötter Frank und Hazel, eingeführt. Der Auftrag der drei Halbgötter ist es hier, den Gott Thanatos zu befreien und den Riesen Alkyoneus zu besiegen.
Im dritten Band „Das Zeichen der Athene“ brechen die mittlerweile sieben griechisch-römischen Halbgötter und der Satyr „Trainer Hedge“ mit einem Schiff, der Argo II, nach Rom auf. Gemäß der Prophezeiung können sie Gaia und die Giganten nur in der „Alten Welt“ und dort in Griechenland bekämpfen. Genauer geht es im dritten Band darum, dass Annabeth von ihrer Mutter Athene auserkoren wurde, dem Zeichen der Athene zu folgen und die verlorene Statue Athena Parthenos zu suchen. Um dies zu schaffen, muss sie unterschiedliche Prüfungen bestehen und die erste Spinne Arachne besiegen. Die übrigen Halbgötter müssen unterdessen die Riesenzwillinge Ephialtes und Otis besiegen.
Im vierten Band sind Percy und Annabeth im Tartarus. Die anderen fünf Halbgötter sind auf dem Weg Richtung Griechenland. Außerdem sind auch Trainer Hedge und Nico auf dem Schiff. Man findet heraus, dass Nico einmal in Percy verliebt war. Leo verbringt in diesem Band einige Zeit auf der Insel Ogygia. Er wurde von Chione, der Göttin des Schnees, einer alten Feindin von Piper, Jason und Leo dorthin geschickt. Leo ist der erste, in den sich das Mädchen auf der Insel Ogygia, die Tochter des Titanen Atlas, Kalypso, nicht verliebt. (Auch Percy war einmal dort – und natürlich verliebte sie sich auch in ihn. Leo jedoch verliebt sich bekanntlich immer in die Mädchen, die ihn nicht lieben.) Leo schwört, dass er das Mädchen retten wird. Am Ende verliebt sie sich auch in ihn. Das Buch endet im Haus des Hades. Hier stoßen auch Percy und Annabeth zu den anderen. Die Helden finden heraus, dass die Statue Athenes, die sie im 3. Band gerettet haben, von einer Römerin / einem Römer zu den Griechen (Camp Half-Blood) gebracht werden muss, um Frieden zu schließen. Also rufen sie Reyna, eine Prätorin aus dem römischen Camp. Sie kommt auf ihrem Pegasus Scypio, der nach der langen Reise stirbt. Mit Hilfe von Nico und Trainer Hedge macht sie sich mit der Statue auf den Weg zum Camp Half-Blood.
Der fünfte Band ist geprägt von den Reisen der Argo II um den Peloponnes, wobei sie auf Ithaka, in Epirus und Olympia Station machen, bevor sie auf der Akropolis in Athen auf eine Armee der Riesen treffen. Währenddessen reist Nico di Angelo mit Reyna und Trainer Hedge sowie der Statue der Athene per Schattenreise durch Europa, was ihn mit der Zeit soviel Kraft kostet, dass er fast selbst zu einem Schatten wird. Bei den einzelnen Stops werden sie u. a. von Orion angegriffen und Reyna wird mit ihrer Vergangenheit konfrontiert. Schließlich kommt Trainer Hedge rechtzeitig zur Geburt seines Kindes im Camp an und nachdem die Statue der Athene auf dem Half-Blood-Hill aufgestellt wurde und die römischen und griechischen Halbgötter sich versöhnen sind auch die Götter des Olymp wieder mit sich selbst soweit im Reinen, dass sie in Athen in den Kampf gegen die Riesen eingreifen können. Dabei tropft etwas Blut von Percy und Annabeth auf den Felsen der Akropolis und Gaia erwacht...
Am Ende der Reihe wird eine Strafe für den Gott Apollo angekündigt und Leo Valdez rettet Kalypso von der Insel Ogygia. Beide Ereignisse werden in der Folgereihe Die Abenteuer des Apollo weiter verarbeitet.

### Bände der Folgeserie
| Bandnummer | Titel                                         | Originaltitel                               | Erscheinungsjahr                          |
| ---------- | --------------------------------------------- | ------------------------------------------- | ----------------------------------------- |
| 1          | Helden des Olymp – Der verschwundene Halbgott | The Heroes of Olympus: The Lost Hero        | Herbst 2010 (Deutschland: September 2012) |
| 2          | Helden des Olymp – Der Sohn des Neptun        | The Heroes of Olympus: The Son of Neptune   | Herbst 2011 (Deutschland: Dezember 2012)  |
| 3          | Helden des Olymp – Das Zeichen der Athene     | The Heroes of Olympus: The Mark of Athena   | Herbst 2012 (Deutschland: Oktober 2013)   |
| 4          | Helden des Olymp – Das Haus des Hades         | The Heroes of Olympus: The House of Hades   | Herbst 2013 (Deutschland: Oktober 2014)   |
| 5          | Helden des Olymp – Das Blut des Olymp         | The Heroes of Olympus: The Blood of Olympus | Herbst 2014 (Deutschland: Oktober 2015)   |

## Ergänzungsbücher und weitere Serien im Percy Jackson Universum
In der Reihe Die Abenteuer des Apollo wird die Geschichte von Apollo erzählt, der aus dem Olymp geworfen wurde. Seit Ende Juli 2021 sind alle fünf Bände (Das verborgene Orakel, Die dunkle Prophezeiung, Das brennende Labyrinth, Die Gruft des Tyrannen und Der Turm des Nero) auch in Deutschland veröffentlicht worden. Die Reihe folgt inhaltlich auf die Reihe Helden des Olymp und verläuft parallel zur Handlung der Reihe Magnus Chase.
In Percy Jackson erzählt: Griechische Göttersagen werden die Göttersagen aus Sicht von Percy Jackson erzählt.
Die Trilogie Die Kane-Chroniken handelt von zwei Geschwistern und basiert auf der ägyptischen Mythologie.
In Percy Jackson – Auf Monsterjagd mit den Geschwistern Kane geht es darum, wie Percy und Annabeth gemeinsam mit den Kane-Geschwistern gegen Monster kämpfen.
Zusätzlich gibt es noch die Magnus-Chase-Reihe, welche auf der skandinavischen Mythologie der Edda basiert (mit verschiedenen Anpassungen z. B. Walhallastandort in Boston). Der Protagonist Magnus Chase ist der Cousin der Freundin Percy Jacksons, Annabeth Chase. Einige Figuren aus der Percy Jackson-Reihe tauchen in den Magnus-Chase-Büchern wieder auf. Die Reihe verläuft parallel zur Handlung der Reihe Die Abenteuer des Apollo.

## Comic-Adaption
Ab 2011 erschienen die Bände auch als Comic in deutscher Sprache. Für die Adaption war Robert Venditti verantwortlich, in Kooperation mit von Band zu Band unterschiedlichen Zeichnern. 2021 waren alle fünf damaligen Bücher auch als deutsche Comics veröffentlicht worden.

## Verfilmungen
Am 11. Februar 2010 kam die Verfilmung von „Percy Jackson – Diebe im Olymp“ in die deutschen Kinos. Der in der Verfilmung 16-jährige Held wird von dem amerikanischen Schauspieler Logan Lerman dargestellt. Die Handlung weicht sehr vom Buch ab. Der zweite Teil der Percy-Jackson-Reihe, Percy Jackson – Im Bann des Zyklopen, wurde 2012 verfilmt und kam am 15. August 2013 in die deutschen Kinos. Chris Columbus, der im ersten Film Regie führte, ist diesmal ausführender Produzent, während die Regie von Thor Freudenthal übernommen wurde.
Im Mai 2020 wurde bekannt gegeben, dass die zu Disney gehörenden Fox 21 TV Studios an einer Serienadaption des Stoffes arbeiten. Im Mai 2022 wurde die Besetzung für das Trio verkündet: Percy Jackson wird von Walker Scobell gespielt, Leah Sava Jeffries verkörpert Annabeth Chase und Aryan Simhadri spielt Grover Underwood. Die Besetzung von Leah Sava Jeffries wurde von den Fans mit gemischten Reaktionen entgegengenommen, da es sich bei ihr um eine schwarze Schauspielerin handelt, Annabeth in den Büchern jedoch als weißes Mädchen beschrieben wird. Rick Riordan hat dazu Stellung bezogen, die Besetzung verteidigt und die Fans aufgerufen, den Online-Hass und das Mobbing zu beenden.